# Памятник преподавателям и учащимся медучилища, погибшим в годы Великой Отечественной войны
Памятник преподавателям и учащимся медучилища, погибшим в годы Великой Отечественной войны — монумент, установленный у здания медицинского училища в центре города Нальчика.
Является объектом культурного наследия регионального значения (Постановление Совета Министров Кабардино-Балкарской АССР № 167 от 16.06.1988, Приказ об утверждении предмета охраны и границ территории объекта культурного наследия регионального значения, 27.11.2020).
Адрес: Нальчик, улица Горького, 17/92, территория медучилища.
Авторы монумента: скульптор А. М. Денисенко, архитектор К. К. Кадымов, имена которых и дата открытия памятника указаны на металлической памятной доске с тыльной стороны постамента. Представляет собой серую мраморную стелу с барельефом на гранитном постаменте. На постаменте выгравировано: «1941 ВЫПУСКНИКАМ УЧИЛИЩА 1945». Площадка перед памятником вымощена керамогранитной плиткой. На постаменте находится мемориальная плита из белого мрамора с фамилиями погибших:
Акежев С. М.

Бевов Ш. Т.

Богуславская Н. А.

Богуславский И. А.

Величко И. Г.

Волкодав В. Г.

Гавриш М. М.

Гажонов Х. И.

Емузов И. Х.

Казиев Х. Х.

Керменов М. И.

Куашев М. Т.

Михайлова Т. А.

Мазоков Н. А.

Патлачук Л. Т.

Руденко В. С.

Смотров Д. П.

Шауцуков М. А.

Шамурзаев Б. П.

Кабалоева Х. М.

Андрейченко Н. А.